# Colpo da 500 milioni alla National Bank
Colpo da 500 milioni alla National Bank (Perfect Friday) è un film del 1970 diretto da Peter Hall.

## Trama
Il signor Graham, un assistente del direttore di banca che lavora nel West End di Londra, è insoddisfatto della sua vita noiosa. Incontra Lady Britt Dorset, un'aristocratica spendacciona. Escogitano un piano, insieme al marito di lei, Lord Nicholas Dorset, per rubare 300.000 sterline dalla banca. Il piano deve essere attuato il giorno in cui il manager gioca a golf. Lord Dorset, fingendosi un ispettore di banca, sostituisce il denaro falso con denaro vero che mette nella cassetta di sicurezza di Britt. Il piano quasi fallisce quando arriva un vero ispettore di banca, ma si presenta una seconda opportunità e Lady Dorset fugge con i fondi. Quando non si presenta alla divisione programmata del bottino, Graham e Lord Dorset si rendono conto di essere stati ingannati. Imperterriti, iniziano a pianificare un'altra rapina per l'anno successivo.